# Chlorogomphus suzukii
Chlorogomphus suzukii is een echte libel (Anisoptera) uit de familie van de Chlorogomphidae.
De wetenschappelijke naam van de soort werd in 1926 als Orogomphus suzukii gepubliceerd door Mamoru Oguma.